# São Paulo Crystal FC
Der São Paulo Crystal Futebol Clube, ehemals Lucena Sport Clube, ist ein Fußballverein aus Cruz do Espírito Santo im brasilianischen Bundesstaat Paraíba.
Aktuell spielt der Verein in der vierten brasilianischen Liga, der Série D, sowie in der Staatsmeisterschaft von Paraíba.

## Geschichte
Der Verein wurde 2008 als Lucena Sport Clube in Lucena gegründet. 2017 zog der Verein nach Cruz do Espírito Santo, wo er in São Paulo Crystal Futebol Clube umbenannt wurde.

## Stadion
Der Verein trägt seine Heimspiele im  Estádio Municipal O Carneirão (Antônio Carneiro Neto) aus. Das Stadion hat ein Fassungsvermögen von 1200 Personen.

## Trainerchronik
Stand: Mai 2022
| Trainer        | Nation    | von             | bis   |
| -------------- | --------- | --------------- | ----- |
| Éderson Araújo | Brasilien | 8. Februar 2022 | heute |